# Rapallói egyezmény (1920)
| 0. Lengyel–ukrán háború                                  | 1918. | 11. 01. - 1919. 07. 18.  |
| 1. Versailles-i békeszerződés                            | 1919. |                          |
| 2. Lengyel–szovjet háború                                | 1919. | 02. 14. - 1921. 03. 18.  |
| 3. Trianoni békeszerződés                                | 1920. |                          |
| 4. Rapallói egyezmény                                    | 1920. | november 12.             |
| 5. Francia–lengyel katonai szövetség (en)                | 1921. | február 16.              |
| 6. Rigai béke (en)                                       | 1921. | március 18.              |
| 7. Menetelés Rómába                                      | 1922. | október 28 - 29.         |
| 8. Korfui összetűzés (olasz-görög) (en)                  | 1923. | aug. - szept.            |
| 9. Müncheni sörpuccs                                     | 1923. | november 8.              |
| 10. A Ruhr-vidék francia–belga megszállása (en)          | 1923. | - 1925.                  |
| 11. Libia megszállása - Második olasz–líbiai háború (en) | 1923. | - 1932.                  |
| 12. Mein Kampf (Harcom) megjelenése                      | 1925. |                          |
| 13. Dawes-terv (en)                                      | 1924. |                          |
| 14. Locarnói egyezmény                                   | 1925. | december 01.             |
| 15. Young-terv (en)                                      | 1929. |                          |
| 16. Nagy gazdasági világválság                           | 1929. | október 24. – 1941.      |
| 17. Mandzsúria japán lerohanása (en)                     | 1931. | 09. 18. - 1932. 02. 26.  |
| 18. Mandzsukuo megszállása                               | 1931  | – 1942.                  |
| 19. Sanghaj-i január 28-i összetűzés (en)                | 1932. | 01. 28. – 03. 03.        |
| 20. Szovjet–lengyel megnemtámadási egyezmény             | 1932. | július 25.               |
| 21. Genfi leszerelési világértekezlet (en)               | 1932. | 02.02. - 1934.06.11.     |
| 22. Első hopeji hadjárat/A nagy fal védelme (en)         | 1933. | 01.01 - 05.31.           |
| 23. Belső-mongóliai hadjárat (en)                        | 1933. | - 1936.                  |
| 24. Hitler lesz a kormányfő és az államfő is egyben      | 1933. | - 1934.                  |
| 25. A tanggui fegyverszünet (en)                         | 1933. | május 31.                |
| 26. Németország újrafelfegyverzése elindul (en)          | 1933. | július 12.               |
| 27. Olasz–szovjet egyezmény (en)                         | 1933. | szeptember 2.            |
| 28. Belső-mongóliai hadjárat (en)                        | 1933. | ápr.- 1936. dec.         |
| 29. Németország elhagyta a leszerelési értekezletet (en) | 1933. | október 14.              |
| 30. Németország kilép a Nemzetek Szövetségéből (en)      | 1933. | okt. 19. - nov. 12.      |
| 31. Német–lengyel megnemtámadási egyezmény               | 1934. | január 26.               |
| 32. A Saar-vidéki népszavazás/visszatérés Németországhoz | 1935. | január 13.               |
| 33. Kötelező sorozás kezdődik Németországban újra (en)   | 1935. | március 16.              |
| 34. Francia–szovjet segítségnyújtási szerződés (en)      | 1935. | május 2.                 |
| 35. Szovjet–csehszlovák segítségnyújtási szerződés (en)  | 1935. | május 16.                |
| 36. He-Umezu egyezmény (en)                              | 1935. | 06. 10. - 1937. 07. 07.  |
| 37. Angol–német tengerészeti egyezmény (en)              | 1935. | június 18.               |
| 38. December 9-i megmozdulások Pekingben (en)            | 1935. | december 9.              |
| 39. Második olasz–etióp háború (abesszíniai háború)      | 1935. | 10. 3.- 1937. 02. 19.    |
| 40. A Rajna-vidéki bevonulás (en)                        | 1936. | március 7.               |
| 41. Spanyol polgárháború kezdete                         | 1936. | júl. 17. - 1939. ápr. 1. |
| 42. A Berlin–Róma-tengely (német–olasz egyezmény)        | 1936. | október 27.              |
| 43. Antikomintern paktum                                 | 1936. | november 25.             |
| 44. Suiyuan hadjárat (en)                                | 1936. | október - november       |
| 45. Hsziani válság (en)                                  | 1936. | december 12-26.          |
| 46. Második kínai–japán háború                           | 1937. | - 1945.                  |
| 47. A USS Panay-incidens (en)                            | 1937. | december 12.             |
| 48. Ausztria bekebelezése (Anschluss)                    | 1938. | március 12.              |
| 49. Májusi válság (német–cseh határ) (en)                | 1938. | május 19 - 23.           |
| 50. Haszan-tavi csata/Csangkufengi összecsapás           | 1938. | júl. 29. - aug. 11.      |
| 51. Német–csehszlovák kisháború (Ordnersgruppe) (en)     | 1938. | szeptember 16 - 17.      |
| 52. Müncheni egyezmény                                   | 1938. | szeptember 29.           |
| 53. A Szudéta-vidék Birodalomhoz csatolása (en)          | 1938. | október 01 - 10.         |
| 54. Első bécsi döntés                                    | 1938. | november 02.             |
| 55. A Szlovák Köztársaság kikiáltása                     | 1939. | március 14.              |
| 56. Csehszlovákia német megszállása (en)                 | 1939. | március 15.              |
| 57. Litvánia náci megfenyegetése, Memel elcsatolása (en) | 1939. | március 20 - 22.         |
| 58. Magyar–szlovák kis háború                            | 1939. | március 23 - 31.         |
| 59. A spanyol polgárháború végső hadműveletei (en)       | 1939. | március 26. - április 1. |
| 60. Danzigi válság (en)                                  | 1939. | március - augusztus      |
| 61. Angol függetlenségi garancia Lengyelországnak (en)   | 1939. | március 31.              |
| 62. Albánia olasz lerohanása (en)                        | 1939. | április 7-12.            |
| 63. Szovjet–angol–francia tárgyalások Moszkvában (en)    | 1939. | ápr. 15.- aug. 21.       |
| 64. Német–olasz barátsági és katonai szerződés           | 1939. | május                    |
| 65. Halhín-goli csata                                    | 1939. | május - szeptember       |
| 66. Molotov–Ribbentrop szerződés                         | 1939. | augusztus 23.            |
| 67. Lengyelország német lerohanása                       | 1939. | szept. 1. - okt. 6.      |

A rapallói egyezményt (olaszul: trattato di Rapallo, szlovénül: Rapalska pogodba, horvátul: Rapalski ugovor) 1920. november 12-én kötötték meg az Olasz Királyság és a Szerb–Horvát–Szlovén Királyság (a későbbi Jugoszlávia) képviselői, a volt Osztrák–Magyar Monarchiától elragadott Osztrák Tengermellék, a történelmi Venezia Giulia (Julisch Venetien) tartomány adriai területeinek, Dalmáciának és az 1918-ig a magyar koronához tartozó Fiume város területének felosztásáról, az olasz–jugoszláv államhatár megállapításáról.

## Előzmények
Az első világháború végén, az Osztrák–Magyar Monarchia széthullása után a győztes Olasz Királyság követelte az 1915. április 26-án aláírt titkos londoni egyezményben odaígért osztrák–magyar területek tényleges átadását. Az 1915-ös szerződés értelmében Olaszország, a Monarchia elleni hadba lépés fejében, háborús győzelem esetén jogot formálhat Tirolra, továbbá az Adria partvidékén a volt Osztrák Tengermellékre, Észak-Dalmáciára, külön nevesítve Zára (Zadar) és Sebenico (Šibenik) kikötővárosokra, továbbá Dalmácia szigeteinek legnagyobb részére, kivéve Krk és Rab szigeteit.
Az Olaszországnak ígért területek lakosságának több mint fele azonban szlovén és horvát nemzetiségű volt. 1919-ben, a Párizs környéki békeszerződések tárgyalása során – bár alapjában helyben hagyták a londoni egyezmény tartalmát – az idealista Thomas Woodrow Wilson amerikai elnök követelésére az olasz területi igényeket némileg megnyirbálták. Az 1919-es saint-germaini békeszerződés Olaszországnak ítélte Tirol déli részét (a mai Dél-Tirolt és Trentinót, németül: Welschtirol-t), a Tarvisio környéki Kanal-völgyet, továbbá az adriai partvidéken Triesztet, az Isztriai-félszigetet, Zárát és a volt Osztrák Tengermellék (Küstenland) tartomány többi részét. Az egykori Dalmát Királyság (osztrák örökös tartomány) és az 1918-ig a magyar koronához tartozó Fiume területét azonban az újonnan kreált Szerb–Horvát–Szlovén Királyságnak ítélték. Emiatt Olaszország és a délszláv állam között politikai feszültség keletkezett. A területi nyereségekkel elégedetlen radikális olasz nacionalista Gabriele D’Annunzio 1919 szeptemberében paramilitáris csapataival megszállta Fiumét, kikiáltotta az ún. „Quarnerói Régenskormányzatot” (Reggenza Italiana del Carnaro), és több, mint egy éven át dacolt a központi kormányzattal.

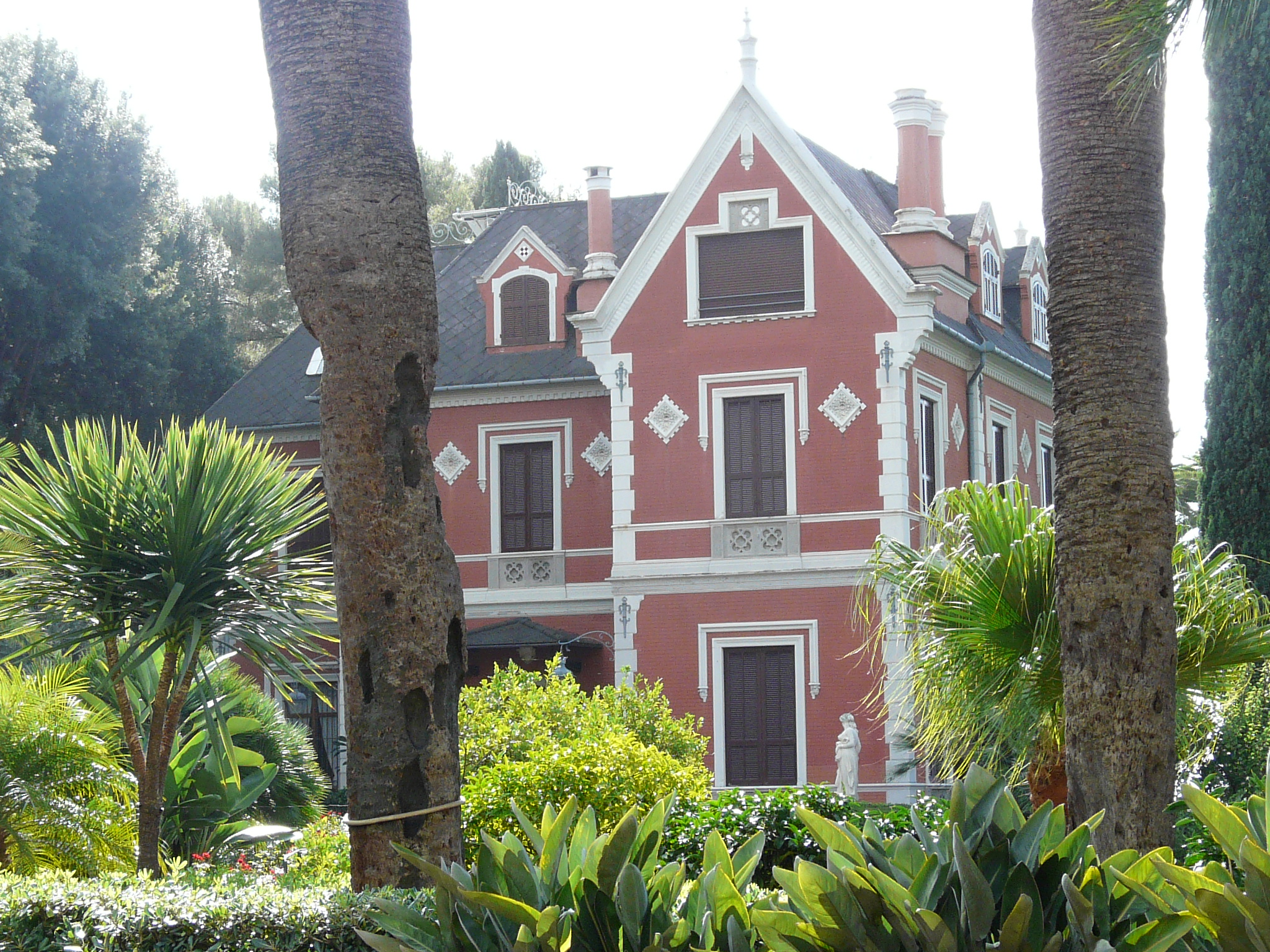
A tárgyalások egyik színhelye

1920 júniusában előzetes kétoldalú tárgyalások kezdődtek Genova közelében, Cornigliano Ligure városban (ma Cornigliano néven Genova része), a Villa Spinolában („villa del trattato” – a „tárgyalóvillában”) és a ma Genova városrészét képező San Michele di Pagana városban az olasz és a délszláv külügyminisztérium képviselői között, kompromisszumos megoldást keresve. Ennek eredményeképpen 1920. november 12-én Genovával szomszédos Santa Margherita Ligure üdülőhelyen ünnepélyesen aláírták a rapallói államközi szerződést, lényegében egy kétoldalú határmegállapodást. Az aláírók: az Olasz Királyság részéről Giovanni Giolitti miniszterelnök és Carlo Sforza külügyminiszter, a Szerb–Horvát–Szlovén Királyság részéről Milenko Vesnić miniszterelnök és Ante Trumbić külügyminiszter.

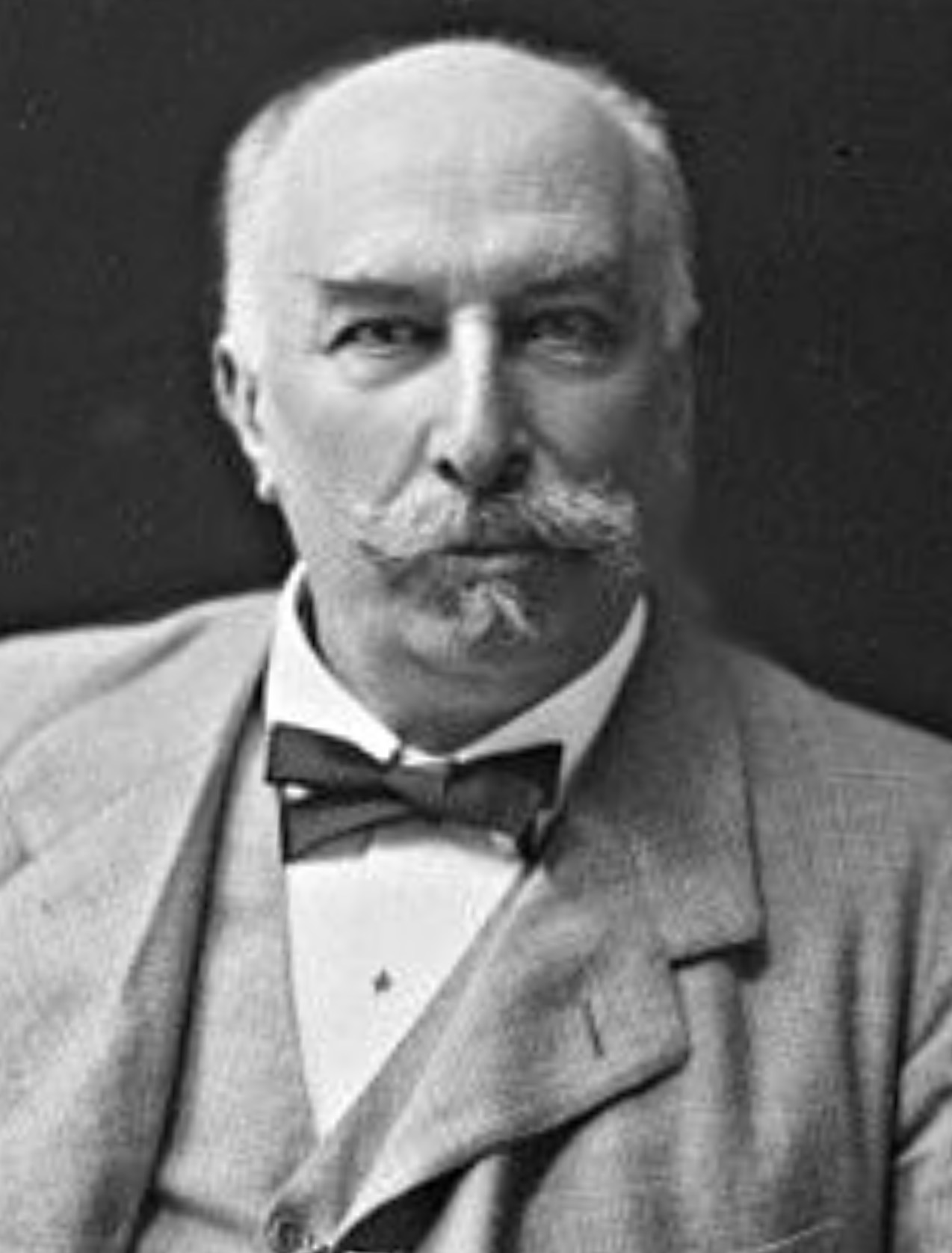
Giovanni Giolitti
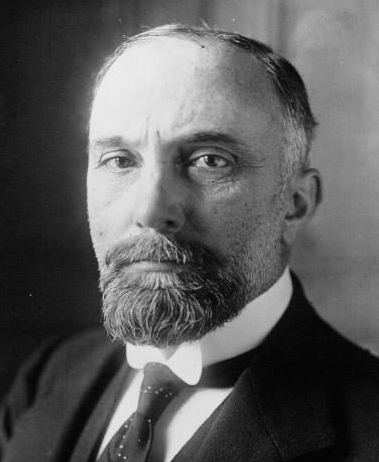
Carlo Sforza
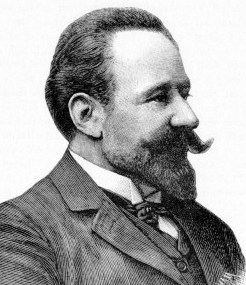
Milenko Vesnić
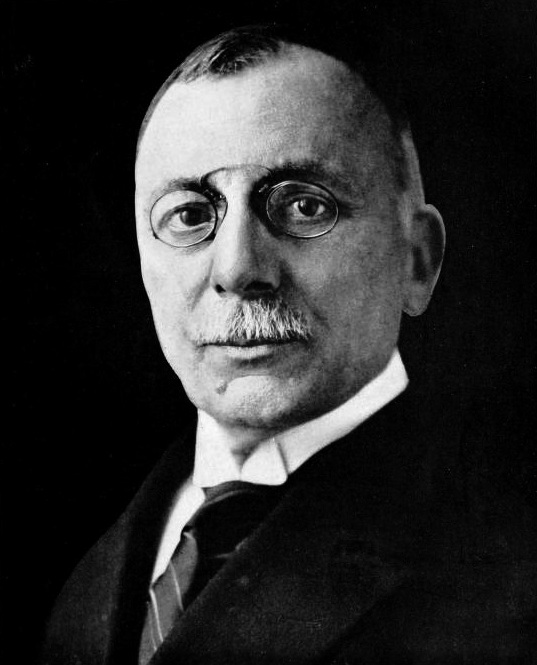
Ante Trumbić

## A szerződés tartalma
A rapallói megállapodás szerint Olaszország bekebelezhette a következő területeket:
- az egykori Krajnai Hercegség (Herzogtum Krain) nyugati részét, Belső-Krajna területének több, mint felét, Idria (Idrija), Wippach (Vipava / Vipacco), Haidenschaft (Ajdovščina-Šturje / Aidussina), Postojna, Sankt Peter in Krain (Št. Peter na Krasu / San Pietro del Carso), Illyrisch Feistritz (Ilirska Bistrica / Bisterza)[2] városokkal, és a felső-krajnai Weissenfels (Bela Peč) városát.
- Zárát, az egykori Dalmát Királyság fővárosát, továbbá a dalmáciai Augusta (Lastovo / Lagosta) és Pelagosa (Palagruža) szigeteket.
- az egykori Osztrák Tengermellék egész területét, kivéve Kastav (Castua) városát és Krk szigetét.

A Szerb–Horvát–Szlovén Királyságnak Olaszország átengedte a következő területeket:
- Kastav (Castua) városát és Krk szigetét, továbbá
- Split (Spalato) városát és környékét.

A szerződés értelmében Fiume városa független státust kapott, Fiumei Szabadállam néven, mindkét aláíró állam garanciájával.

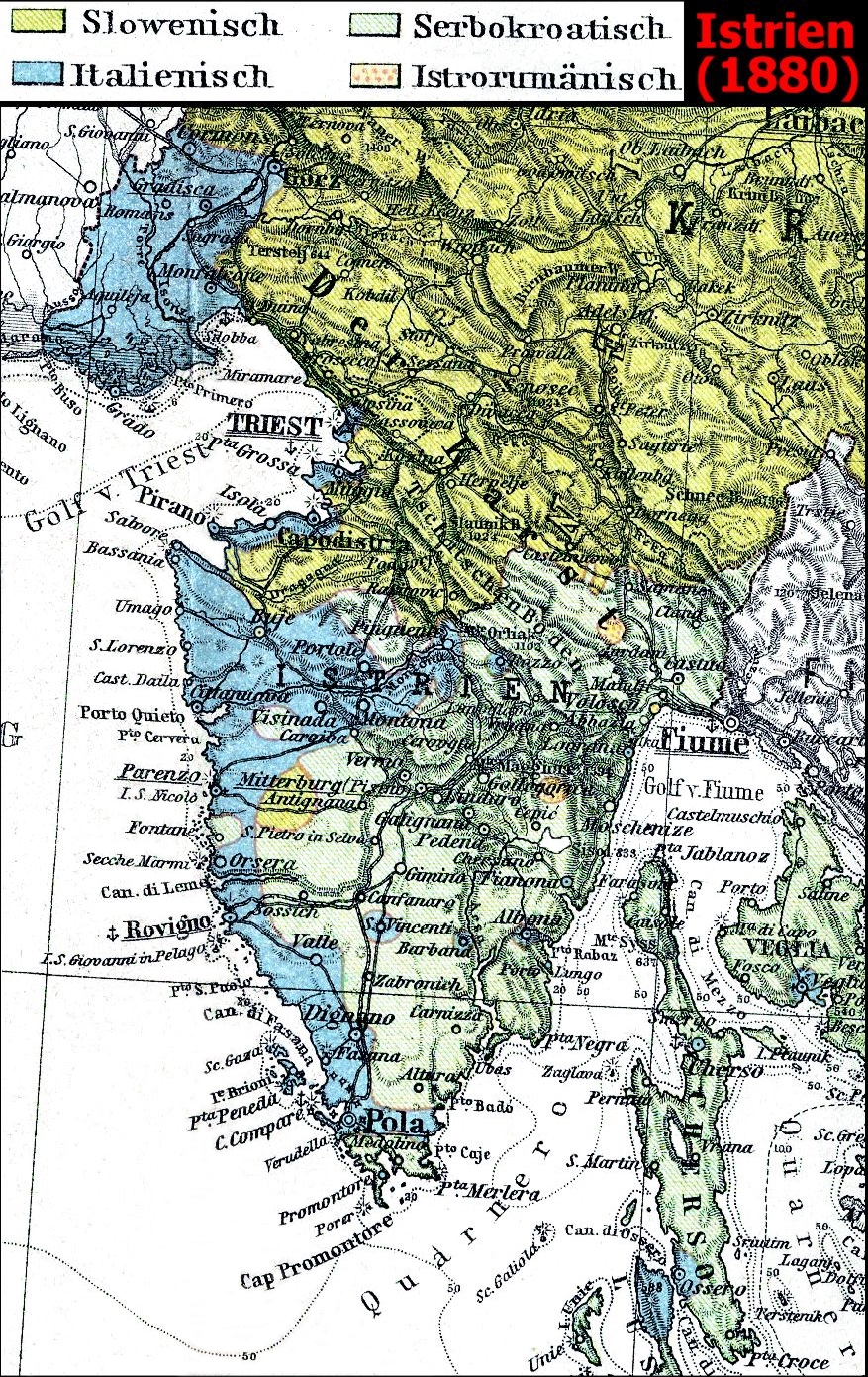
Isztria etnikai viszonyai (1880)
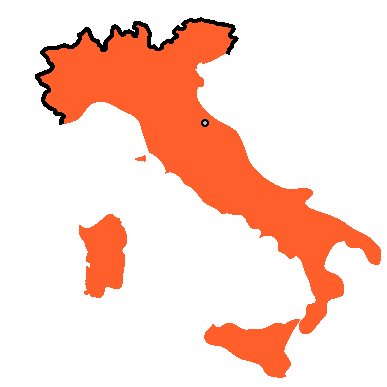
Olaszország Rapallo előtt (1870)
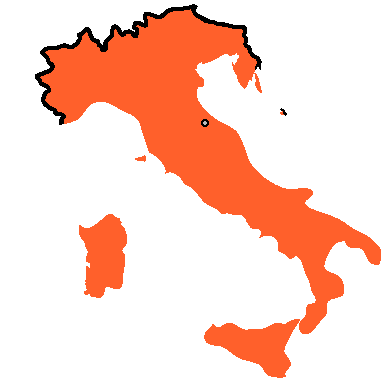
Olaszország Rapallo után (1920)
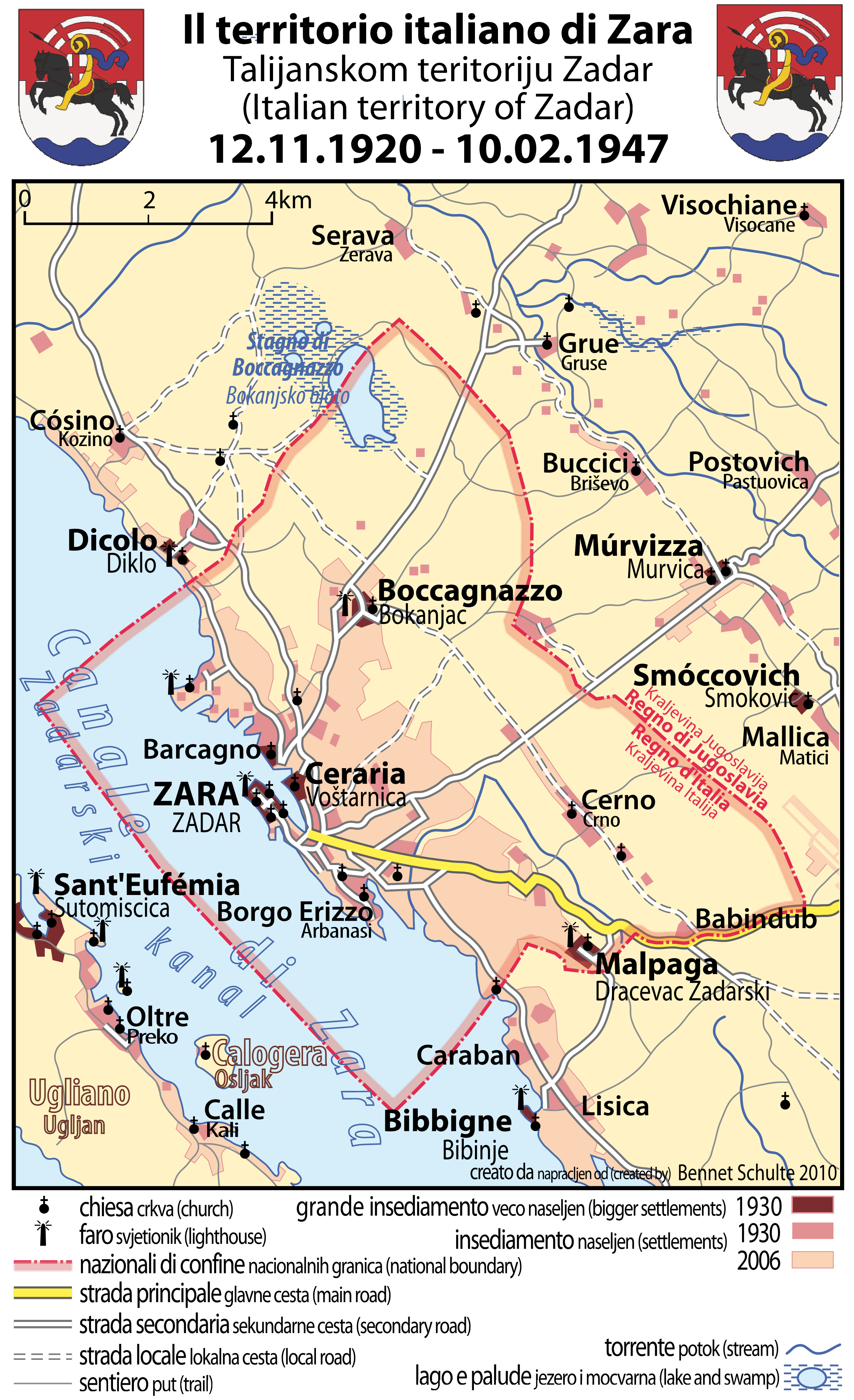
Az olasz Zára térképe (1920–1947)

## Következmények

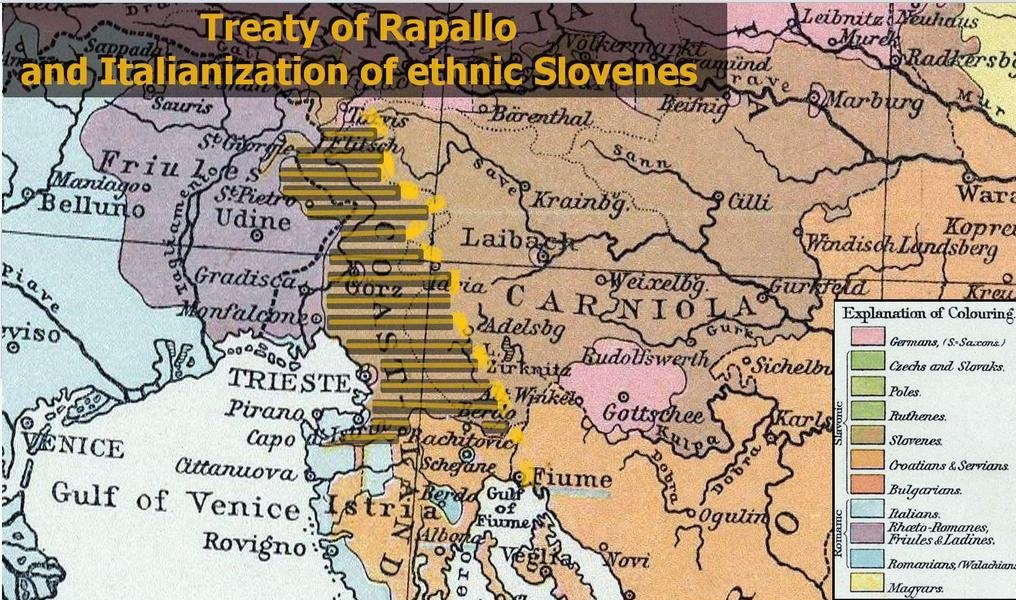
Az olasz kézre jutott szlovén nemzetiségi területek

A szerződés értelmében nagy szlovén és horvát lakosságú terület jutott olasz fennhatóság alá. A szláv etnikum létszáma félmillióra tehető (Paul N. Hehn kutatása szerint), ezzel szemben az új délszláv államhoz csak néhány tízezer olasz anyanyelvű lakos került. Ezt alátámasztják az 1910-es ausztriai népszámlálás adataira támaszkodó számítások: 480 000 délszláv (horvát, szlovén) vált az Olasz Királyság olasz alattvalójává, és 15 000 olasz lett dél-szláv (később „jugoszláv”) alattvaló (Ezekből mintegy 13 000-en a megszűnt Dalmát Királyságban, a többiek Krk szigetén éltek). Az 1910-es népszámlálás adataiból az is kitűnik, hogy az Olaszországba bekebelezett területeken a többségi olasz etnikum létszáma 350 000–390 000 között volt, ők anyaországukhoz kerültek. Velük együtt 25 000 németajkú osztrák és 3000 magyar anyanyelvű személy is olasz alattvalóvá vált.
A rapallói egyezmény végrehajtása során az olasz királyi hadsereg és hadiflotta 1920. december 26–30 között katonai akcióval megadásra kényszerítette Gabriele D’Annunziót, felszámolta a „Quarnerói Régenskormányzatot”, lehetővé téve a Fiumei Szabadállam megalakítását. 1924-ben aztán Róma és Belgrád megkötötte a római egyezményt, ez érvénytelenítette a rapallói szerződés Fiume autonóm státusáról szóló rendelkezését. A Fiumei Szabadállamot felszámolták, területét egymás között felosztották: Fiume várost Olaszországhoz, a vele szomszédos Sušak (Sussak) kikötővárost a délszláv államhoz csatolták.
Az 1920-as évektől, az olasz fasizmus térnyerésével erős olaszosítás indult meg az első világháborúban megszerzett területeken. Ez a második világháború után, az 1950-es években is folytatódott, csak Olaszországnak az Európai Közösséghez való közeledésével hagyott alább.